# Szamossályi
Szamossályi là một thị trấn thuộc hạt Szabolcs-Szatmár-Bereg, Hungary. Thị trấn này có diện tích 11,57 km², dân số năm 2010 là 670 người, mật độ 58 người/km².